# Горганский залив
Горганский залив (также Астрабадский залив) — крупнейший залив Каспийского моря в пределах береговой линии Ирана.
Залив представляет собой лагуну, которую от открытого моря ограничивает песчаный полуостров Мианкале. Длина лагуны около 60 км, средняя ширина около 7 км, максимальная — 11 км. Средняя глубина около 4 м. С Каспийским морем его соединяет Горганский пролив шириной около 3 км. Южный берег залива низменный, заболоченный, северный песчаный. В северо-восточной части залива находится остров Ашур-Ада.

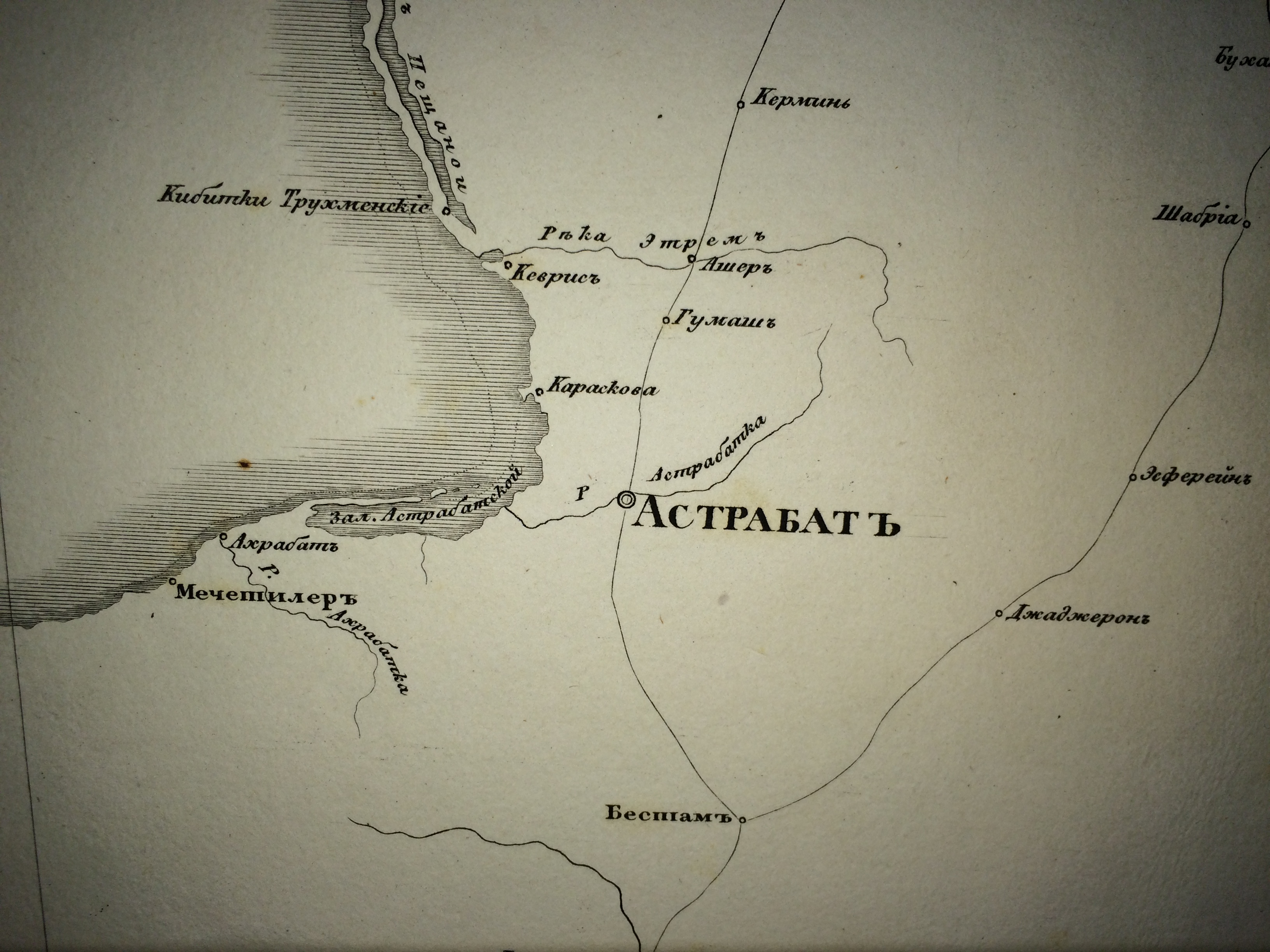
Астрабадский залив на карте 1833 года

На берегу залива расположен порт и ж/д станция Бендер-Торкеман (ранее Бендер-Шах), представляющий собой аванпорт города Горган. На южном берегу залива находится город Бендер-Гез.
В заливе ведётся интенсивный рыбный промысел.
В Астрабадском заливе в устье реки Горган возле современного иранского города Гюмюшан находился средневековый город Абаскун (Абескун, Абесгун, Abaskun, آبسکون), бывший крупнейшим портом на южном побережье Каспия, когда на него совершили первый набег русы между 864 и 884 годами.
В 1668 году на полуострове Миян-Кале Степан Разин приказал построить острог с земляным валом и деревянным тыном. После ухода русских в 1669 году персы назвали место их базирования Орус-Кале, что означает «русская крепость».
При Петре I прикаспийская Астрабадская область была уступлена России по трактату 1723 года, но так и не была занята российскими войсками. По договору 1732 года эти земли были возвращены шаху.
26 июля 1781 года эскадра Марко Войновича вошла в Астрабадский залив. В сентябре 1781 года солдаты Войновича приступили к строительству форта на берегу в 80 саженях (170 м) от моря в урочище Городовня (недалеко от острога Степана Разина). Позже Войнович был изменнически захвачен в плен Ага-Мухаммед-хан Каджаром, однако Астрабадская фактория всё-таки была основана русскими на острове Ашур-Аде в октябре 1782 года.